# ストロボカフェ
ストロボカフェ（英語：STROBE CAFE）は、東京都渋谷区原宿にあるライブハウスである。2007年6月25日に下北沢で1号店がカフェとしてオープン、その後2009年7月11日に六本木へ移転しカフェ風のライブハウスとしてオープンした。その後2010年12月4日に北参道へ移転。2014年2月14日に原宿店がオープンした。2020年9月末に北参道店が閉店し、現在は原宿店のみ営業されている。
北参道店は東京都渋谷区千駄ヶ谷4-3-10 B1に位置し、収容人数は50人であった。

## 概要
真っ白な内装が特徴。竹下通りにある原宿店の杮落し公演は、星羅が行った。公演は主に音楽関連アコースティックなライブが行われるが、他にも舞台、トークイベント等さまざまなイベントが行われる。